# Vildkatten fra New York
Vildkatten fra New York er en amerikansk stumfilm fra 1916 af Thomas H. Ince og Charles Giblyn.

## Medvirkende
- Billie Burke som Peggy Cameron.
- William H. Thompson som Andrew Cameron.
- William Desmond som Donald Bruce.
- Charles Ray som Colin Cameron.
- Nona Thomas som Janet McLeod.